# Film, da te kap 2
Film, da te kap 2 (v izvirniku angleško Scary Movie 2) je ameriška komična grozljivka - parodija iz leta 2001, in drugi film iz filmske serije Film, da te kap (Scary Movie). V filmu igrajo Anna Faris, Regina Hall, Shawn Wayans in Marlon Wayans (vsi igrajo enake vloge kot v prvem filmu, čeprav so njihovi liki umrli). Igrajo pa tudi Tim Curry, Tori Spelling, Chris Elliott, Chris Masterson, Kathleen Robertson, David Cross, in James Woods.
Medtem, ko je prvi del sestavljen predvsem iz grozljivk iz devetdesetih, Film, da te kap 2 parodira predvsem nadnaravne grozljivke s hišami strahov, kot so Hiša strahov (The Haunting) iz leta 1999, Izganjalec hudiča (The Exorcist) iz leta 1973, Amityville: Hiša groze (The Amityville Horror) iz leta 1979, Poltergeist iz leta 1982, Legenda o peklenski hiši (The Legend of Hell House) iz leta 1973, Hiša na hribu strahov (House on Haunted Hill)  verzija iz leta 1959 in 1999 ter Hudičev otrok (The Changeling) iz leta 1980. Prav tako parodira novejša filma Hannibal iz leta 2001 in Mož brez telesa (Hollow Man) iz leta 2000.
Film je bil zadnji iz filmske serije v katerem sta igrala Marlon in Shawn Wayans, in katerega je režiral Keenen Ivory Wayans. Toda Wayansovi so kasneje začeli delati na podobnih parodijah, kot je Hiša strahov (A Haunted House) in njeno nadaljevanje v katerih igra Marlon Wayans.
Kljub negativnim odzivov kritik, je Film, da te kap 2 zaslužil več kot 141.2 milijona $ s proračunom 45. milijonov $.

## Vsebina
Najstnica Megan Voorhees (Natasha Lyonne), postane obsedena z duhom prejšnjega lastnika hiše v kateri živi, Hughom Kaneom. V pižami pride na uradno večerjo, kjer žali goste in svojo mamo ter urinira na tla. Meganina mati (Veronica Catwright) prosi za pomoč duhovnika očeta McFeelya (James Woods) in očeta Harrisa (Andy Richter). Moža poskušata odgnati Hughov duh, vendar izganjanje ne gre po načrtu. Po množičnem bruhanju in pedofiliji, Megan užali mamo očeta McFeelya. Ta ven potegne pištolo in ustreli Megan.
Medtem (leto po dogodkih v prvem filmu) Cindy Campbell (Anna Faris), Brenda Meeks (Regina Hall), Ray Wilkins (Shawn Wayans) in Shorty Meeks (Marlon Wayans) obiskujejo kolidž in poskušajo na novo zaživeti (čeprav so v prvem filmu vsi umrli). Cindy in Brendi se vsiljuje nadležna Alex (Tori Spelling), Shorty je enak kot vedno, Ray, ki je še vedno negotov glede svoje spolne usmerjenosti, pa ima nova prijatelja Tommya (James DeBello) in Buddya (Christopher Masterson). Buddy postane zainteresiran za Cindy, vendar ga ta zaradi svoje prejšnje zveze zavrne.
Profesor Oldman (Tim Curry) in njegov invalidski pomočnik Dwight Hartman (David Cross), načrtujeta raziskovanje paranormalnih pojavov na lokalnem dvorcu strahov imenovanem Peklenska hiša (hiša iz prve scene). Za njuno raziskavo uporabita nič hudega sluteče študente. Na dvorcu Cindy spozna vulgarnega papagaja (Matt Friedman) in Hansona (Chris Elliot), oskrbnika dvorca s slabo razvito roko. Kasneje se skupini pridruži še seksi Theo (Kathleen Robertson). Ko želijo večerjati vsi izgubijo apetit, zaradi Hansonovih nehigienskih navad.
To noč Cindy sliši glasove, ki jo vodijo v skrivno sobo, kjer z Buddyem najdeta dnevnik Hugh Kaneove žene. Ko vidita njen portret opazita, da je zelo podobna Cindy. Medtem tudi ostali opazijo nenavadne pojave. Duh Hugha Kanea seksa z Alex, vendar jo zapusti, ko se ona želi poročiti z njim. Cidny se zaplete v pretep s hišnim mačkom g. Kittlesom, katerega slednji zmaga. Otroški klovn (Suli McCullough) skuša ubiti Raya, vendar ga on posili. Pošast iz trave zavije Shortya v džoint in ga poskuša pokaditi, vendar postane lačna in Shorty pobegne.
Profesorja Oldmana zapelje in ubije duh z iznakaženim obrazom - Hughejeva umorjena žena. Shorty kasneje sreča enakega duha in seksa z njo. Potem, ko Dwight da ostalim orožje, ki lahko poškoduje duhove, se študentje razidejo. Cindy in Buddy se zakleneta v hladilnico, kjer ga Cindy misleč da Buddy umira, ročno zadovolji. Cindy potem iz naključnih predmetov sestavi tank s katerim pobegneta iz hladilnice. 
Hansona obsede Kaneov duh, ki ugrabi zadetega Shortya. V jedilnici Hanson kot kuhar odpre Shortyevo, v kateri je namesto možganov majhen raper (Beetlejuice). Cindy, Brenda in Theo se spopadejo s Hansonom, vendar jih ta premaga. Cindy uporabijo za vabo na napravi s katero, bi uničili duha. Načrt uspe in hiša je rešena prekletstva. 
Dva meseca potem postaneta Cindy in Buddy par. Med sprehodom Buddy izgine, pojavi pa se Hanson, vendar ga z avtom povozi Shorty, katerega oralno zadovoljuje duh iz dvorca.

## Igralci
- Anna Faris kot Cindy Campbell
- Regina Hall kot Brenda Meeks
- Shawn Wayans kot Ray Wilkins
- Marlon Wayans kot Shorty Meeks
- Chris Masterson kot Buddy Sanderson
- Kathleen Robertson kot Theo
- David Cross kot Dwight Hartman
- James Woods kot oče McFeely
- Tim Curry kot profesor Oldman
- Tori Spelling kot Alex Monday
- Chris Elliott kot Hanson
- Andy Richter kot oče Harris
- Richard Moll kot Hugh Kane (duh iz hiše strahov)
- Veronica Cartwright kot ga. Voorhees
- Natasha Lyonne kot Megan Voorhees
- Beetlejuice kot Shortyevi možgani
- Matt Friedman (glas) as papiga Polly
- Vitamin C (glas) kot ona sama
- Suli McCullough (glas) kot klovn